# Princess Victoria (Schiff, 1946)
Die Princess Victoria war ein im Jahre 1946 bei William Denny and Brothers Limited erbautes Fährschiff. Das Schiff sank am 31. Januar 1953 im Nordkanal zwischen Schottland und Nordirland bei schwerer See, ausgelöst durch den Orkan, der auch die Flutkatastrophe von 1953 herbeiführte. Zu dem Unglück kam es nach einem Wassereinbruch auf Grund gravierender Konstruktionsmängel an den Verschlusstoren des Fahrzeugdecks und dem daraus resultierenden Übergehen der Ladung. Nur 44 Personen von insgesamt 179 Passagieren und Besatzungsmitgliedern konnten gerettet werden.

## Das Schiff
Am 8. Februar 1945 stellte die London, Midland and Scottish Railway Company eine Bauvoranfrage bei der Werft William Denny and Brothers in Dumbarton, um einen Ersatz für das seit 1939 auf Route zwischen Stranraer in Schottland und Larne in Nordirland betriebene, aber schon 1940 durch eine Mine versenkte Fährschiff Princess Victoria zu erhalten.
Der Ersatzbau sollte im Wesentlichen auf den Plänen des 1939 gebauten Schiffs basieren, wurde aber in zahlreichen Details verändert. Bei dem Schiff handelte es sich um ein RoRo-Schiff, das über das Heck beladen wurde und über ein durchgehendes, achtern offenes Fahrzeugdeck verfügte. Der offene Bereich des Fahrzeugdecks war durch etwa 1,50 m hohe, mit dem Heck des Schiffes abschließende Türen geschlossen, der unter den Aufbauten befindliche geschlossene Teil des Fahrzeugdecks war zusätzlich durch ein senkrecht herunter zu lassendes Tor gegen eindringendes Wasser gesichert.
Der Neubau wurde am 27. August 1946 zu Wasser gelassen und begann am 28. Februar 1947 seine Probefahrten. Am 7. März 1947 verließ das Schiff die Werft und wurde am darauffolgenden Tag in Stranraer an seine Auftraggeber abgeliefert. Im Zuge der Auflösung der London, Midland and Scottish Railway durch den Transport Act 1947 ging die Princess Victoria zum 1. Januar 1948 in die Hand der neu gegründeten Staatsbahn British Railways über.

## Der Untergang
Am 31. Januar 1953 tobte über der Irischen See sowie in den Seegebieten westlich Schottlands mit Windgeschwindigkeiten von über 180 km/h der bis dahin schwerste Orkan des 20. Jahrhunderts. Weil er die Wetterlage vermutlich unterschätzte und auf seine Erfahrung in dem Seegebiet vertraute, entschloss sich der Kapitän am frühen Morgen des 31. Januars 1953 trotz des seit den Nachtstunden tobenden Orkans zum Auslaufen. Vermutlich veranlasste ihn dazu der ungenaue Wetterbericht der Wetterdienste, die die in den Nachtstunden vom 30. auf den 31. Januar 1953 eingetretene dramatische Wetterverschlechterung mit den für die damalige Meteorologie zur Verfügung stehenden Methoden nicht exakt vorhersagen konnten.
|  | 07:54 h | Die Princess Victoria verlässt den Hafen von Stranraer                                               |
|  | 09:00 h | Die Wucht der Wellen drückt die sich nach innen öffnende Heckklappe ein, Wasser dringt in das Schiff |
|  | 09:46 h | Erster Hilferuf: Keine Schlepper zur Verfügung                                                       |
|  | 10:32 h | SOS: „Autodeck geflutet“                                                                             |
|  | 11:00 h | Das Rettungsboot aus Portpatrick erhält eine falsche Positionsangabe                                 |
|  | 13:00 h | Maschinenraum steuerbordseitig geflutet – „Situation kritisch“                                       |
|  | 13:08 h | Das Schiff hat starke Schlagseite                                                                    |
|  | 13:15 h | „Wir bereiten uns zum Verlassen des Schiffs vor“                                                     |
|  | 13:30 h | Ein Dampfschiff passiert die Princess Victoria, ohne sie auszumachen                                 |
|  | 13:40 h | Passagiere werden an Deck gerufen                                                                    |
|  | 13:58 h | Letzte Nachricht vom Funker der Fähre                                                                |
|  |         | Quelle: BBC                                                                                          |

Bereits bei den Verladearbeiten kam es aufgrund des schweren Unwetters zu erheblichen Verzögerungen, die dazu führten, dass die Fähre mit 45 Minuten Verspätung den Hafen von Stranraer gegen 7.45 Uhr verließ. Bereits die Passage des windgeschützten Loch Ryan erwies sich auf Grund des Nordwestorkans als außerordentlich schwierig und konnte nur mit sehr langsamer Fahrt gegen Sturm und Strömung zurückgelegt werden, so dass erst nach einer Stunde statt nach ca. 30 Minuten der Nordausgang von Loch Ryan erreicht wurde.
Vermutlich um genügend Abstand vom Land zu erreichen, behielt der Kapitän nach Erreichen des Nordendes der Bucht einen nördlichen Kurs bei. Anschließend musste er einen südwestlichen Kurs in Richtung Larne einschlagen. Das Drehen des Schiffes auf diesen neuen Kurs führte dazu, dass das Schiff von Steuerbord achtern mit schweren, bis zu 13 Meter hohen Seen eingedeckt wurde. Etwa gegen 8.45 Uhr bemerkte ein auf dem Fahrzeugdeck arbeitendes Besatzungsmitglied, dass durch die senkrecht schließenden Deckstüren achtern, vermutlich hervorgerufen von einer Monsterwelle, große Mengen Wasser eindrangen. Die Wassermengen waren so groß, dass sie nur unzureichend über die Speigatten des Schiffes abfließen konnten. Das Aufbrechen der Laschung sowie das starke Schlingern des Schiffes führten zu einem Verrutschen der Ladung und rasch zu starker Schlagseite. Der Versuch, das Falltor am Heck wieder wasserdicht zu schließen, musste aufgegeben werden.
Gegen 9.45 Uhr setzte die Princess Victoria auf Veranlassung der Kapitäns einen ersten Notruf ab, da das Schiff inzwischen manövrierunfähig im Northern Channel trieb und eine Rückkehr nach Stranraer nicht mehr möglich war. Bis 10.30 verschärfte sich die Situation derart, dass sich die Schiffsleitung veranlasst sah, den damals üblichen Notruf SOS zu senden.
Sturm und Strömung folgend, versuchte die Schiffsführung, nachdem es der Besatzung gegen 11.00 Uhr gelungen war, zumindest vorübergehend wieder die Kontrolle über das Schiff zu gewinnen, Belfast Lough zu erreichen. Der Hafen von Larne konnte aufgrund der Havarie und des extrem schweren Wetters nicht mehr angelaufen werden. Bei diesem Versuch nahm das stark schlingernde und der See weitgehend ausgelieferte Schiff immer mehr Wasser auf.
Nach dem Absenden des Notrufes wurde sofort eine breit angelegte Rettungsaktion durch Motorrettungsboote der britischen Küstenwache sowie durch die britische Marine, die sofort den Zerstörer Contest an die Unfallstelle schickte, eingeleitet.
Das extrem schlechte Wetter, verbunden mit der sehr hohen See und der schlechten Sicht, führten dazu, dass die Schiffsführung vorübergehend völlig die Orientierung verloren hatte. Ungenaue und falsche Positionsangaben waren die Folge. Aber auch den aus heutiger Sicht unzureichenden Radargeräten ist es zuzuschreiben, dass die havarierte und mit schwerer Schlagseite im Northern Channel treibende Fähre nicht rechtzeitig gefunden werden konnte, da sich die Suchmannschaften zunächst im falschen Gebiet aufhielten.
Nachdem gegen 13.00 Uhr die Maschinen durch den Wassereinbruch ausgefallen waren und die Schlagseite des Schiffes so groß geworden war, dass es ohne Seile nicht mehr möglich war, sich auf dem Schiff zu bewegen, entschloss sich die Schiffsleitung gegen 13.40 Uhr, den Befehl zum Verlassen des Schiffs zu geben. Beim Versuch, die Rettungsboote auszusetzen, wurde ein mit Frauen und Kindern besetztes Boot durch Seeschlag zerstört, andere Passagiere wurden beim Verlassen des Schiffes von Deck gespült. Alle an Bord befindlichen Frauen und Kinder kamen dabei ums Leben. Kurz nach dem letzten Funkspruch um 13.58 Uhr sank das Schiff im Northern Channel in Höhe der Copeland Islands, ca. 20 Seemeilen südlich des ursprünglichen Kurses, mitsamt der noch an Bord befindlichen Schiffsführung einschließlich des Kapitäns.
Nur 44 Menschen konnten gerettet werden. Der Besatzung des damals in Donaghadee (Nordirland) stationierten Rettungsboots Sir Samuel Kelly unter dem Kommando von Kapitän Hugh Nelson gelang es dabei in einem halsbrecherischen Einsatz unter schwierigsten Wetterbedingungen und sehr schwerer See, 31 Überlebende an Bord zu nehmen und sicher an Land zu bringen.

## Die Untersuchung
Bei der amtlichen Untersuchung des Unfalls wurde als Hauptursache die völlig unzureichende Konstruktion der das Autodeck verschließenden Tore am Heck sowie des den geschlossenen Teil des Autodecks verschließenden Falltores angesehen. British Railways wurde zudem vorgeworfen, ein für das Seegebiet ungeeignetes Schiff eingesetzt zu haben, das zudem seit seiner Indienststellung im Jahre 1947 schon mehrfach havariert war.

## Auszeichnungen
Für seine herausragenden Leistungen und seinen Wagemut bei der Rettungsaktion wurde der Vormann des Rettungsbootes Sir Samuel Kelly, der damals 63 Jahre alte Kapitän Hugh Nelson, u. a. mit der Medaille des Britischen Empires ausgezeichnet. Dem beim Untergang des Schiffs getöteten Funker David Broadfoot wurde für seine aufopferungsvolle Leistung, die zur Rettung der 44 Überlebenden führte, von der Queen posthum das Georgs-Kreuz verliehen.
Mit dem Order of the British Empire ausgezeichnet wurden die Kapitäne der an der Suche und Rettungsaktion beteiligten Handelsschiffe Lairdsmoor, James Alexander Bell, Pass of Drumochter, James Kelly sowie der Orchy, Hugh Angus. Die Besatzungsmitglieder des Zerstörers Contest, Stanley Lawrence McArdle und Wilfred Warren, die bei der Rettungsaktion in die aufgewühlte See sprangen, um Überlebende zu bergen, wurden mit dem Georgs-Kreuz ausgezeichnet.